# Филиппов, Михаил Логвинович
Михаил Логвинович Филиппов (17 июня 1919, дер. Морозово, Псковская губерния — 17 февраля 1945, Венгрия) — участник Великой Отечественной войны, полный кавалер ордена Славы. Разведчик взвода пешей разведки 193-го гвардейского стрелкового полка, гвардии красноармеец — на момент представления к награждению орденом Славы 1-й степени.

## Биография
Родился 17 июня 1919 года в деревне Морозово (ныне — Пустошкинского района Псковской области) в крестьянской семье. Окончил 5 классов. Работал трактористом.
Осенью 1939 года был призван в Красную Армию. Участвовал в советско-финляндской войне 1939-40 годов. На фронтах Великой Отечественной с июня 1941 года. В первые дни войны в боях на Карельском фронте был ранен. Ещё два тяжёлых ранения получил в 1942 году: под Тихвином и позднее — под Моздоком. Почти всю войну прошёл в полковой разведке. К началу 1944 года красноармеец Филиппов был разведчиком взвода пешей разведки 193-го гвардейского стрелкового полка 66-й гвардейской стрелковой дивизии.
8 февраля 1944 года группа разведчиков, в составе которой был М. Л. Филиппов, находясь в разведке в районе деревни Кавуновка, захватила трёх «языков», которые дали командованию ценные сведения. Гвардии красноармеец Филиппов действовал решительно, чем способствовал выполнению боевой задачи. Все участники операции были отмечены орденами Славы 3-й степени.
Приказом от 17 февраля 1944 года гвардии красноармеец Филиппов Михаил Логинович награждён орденом Славы 3-й степени.
29 июля 1944 года группа разведчиков, в составе которой был М. Л. Филиппов, двигаясь впереди наступающих войск, в районе села Долина вступила в бой с группой противников. В результате был разгромлен штаб стрелкового батальона и пленены командир батальона и 4 офицера, захвачены документы, уничтожены 2 гитлеровца.
Приказом от 1 октября 1944 года красноармеец Филиппов Михаил Логинович награждён орденом Славы 2-й степени.
Отличился М. Л. Филиппов и на венгерской земле. Из наградного листа: «Действуя в районе наступления батальона под Будапештом 3-4 января 1945 года в группе разведчиков, Филиппов первым ворвался в окопы и здания населенного пункта, уничтожая огневые точки и живую силу противника. Лично уничтожил в этом бою трёх противников и семь взял в плен. 7 января, возглавляя группу разведчиков в составе трёх человек, в течение дня уничтожил три ручных пулемёта противника и одиннадцать противников, а 54 венгерских и немецких солдат захватил в плен». За эти бои был представлен к награждению орденом Славы 1-й степени.
Высокую награду гвардеец получить не успел. В одном из следующих боев он был тяжело ранен и 17 февраля 1945 года скончался. Похоронен на братском кладбище советских воинов в городе Будапеште.
Указом Президиума Верховного Совета СССР от 15 мая 1946 года за образцовое выполнение заданий командования в боях с захватчиками на завершающем этапе Великой Отечественной войны гвардии красноармеец Филиппов Михаил Логинович награждён орденом Славы 1-й степени. Стал полным кавалером ордена Славы
Награждён орденами Славы 3-х степеней, медалями.